# Buchholz (Aller)
Buchholz település Németországban, azon belül Alsó-Szászország tartományban. Lakosainak száma 2182 fő (2023. december 31.).

## Népesség
A település népességének változása:
| Lakosok száma | 2054 | 2157 | 2124 | 2164 | 2142 | 2151 | 2182 |
|               | 2014 | 2016 | 2017 | 2019 | 2021 | 2022 | 2023 |